# Pot-au-feu
Pour les articles homonymes, voir Pot et Feu (homonymie).
Pour les autres significations, voir Pot-au-Feu (société chantante).
Le pot-au-feu (inv.) est une recette de cuisine traditionnelle emblématique historique de la cuisine française, et du repas gastronomique des Français, à base de viande de bœuf cuisant longuement à feu très doux dans un bouillon de légumes (poireau, carotte, navet, oignon, céleri, chou et bouquet garni). La présence de pommes de terre est discutée, puisqu’elles ne faisaient pas partie de la recette d’origine, la pomme de terre n’ayant été introduite en France par Antoine Parmentier qu’à la fin du XVIIIe siècle. Historiquement, c’est plutôt le panais qui jouait son rôle.

## Historique
Jean Louis Schefer fait remonter le pot-au-feu au rêve néolithique, « celui du foyer, du vase d'argile, du pot mis au feu, de la soif étanchée, de la faim apaisée… », origine reprise par le restaurant À la Cloche d'or : « Pot-au-feu désigne à la base le « pot à feu », le pot dans lequel on faisait revenir un bouillon aromatique auquel on ajoutait viandes et légumes ». Jean Guillaume pense qu'à l'origine de l'agriculture les raves sont venues compléter les herbes dans les bouillons, « on y ajoutait du pain pour faire la soupe et de la viande pour les grands jours ».

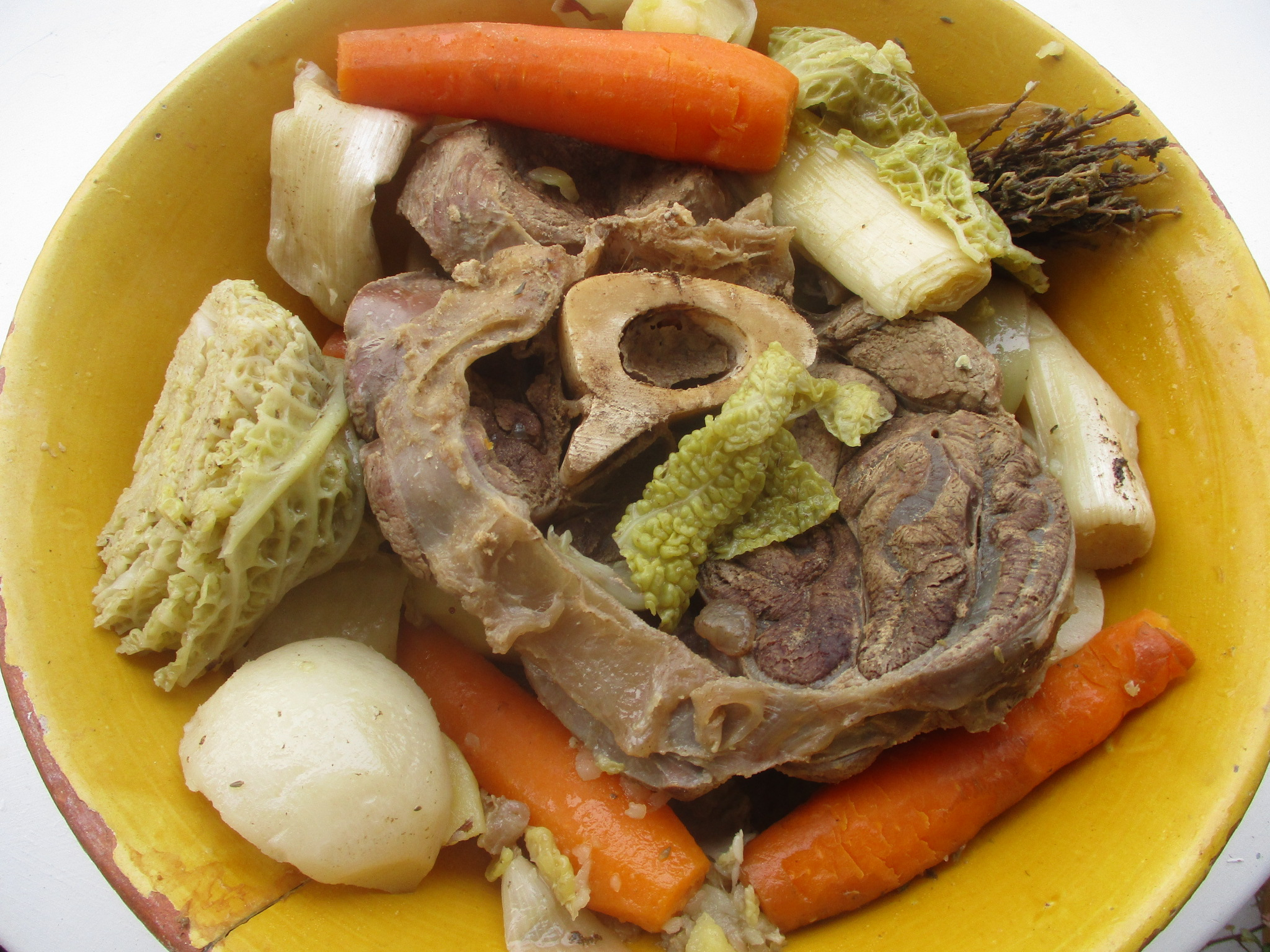
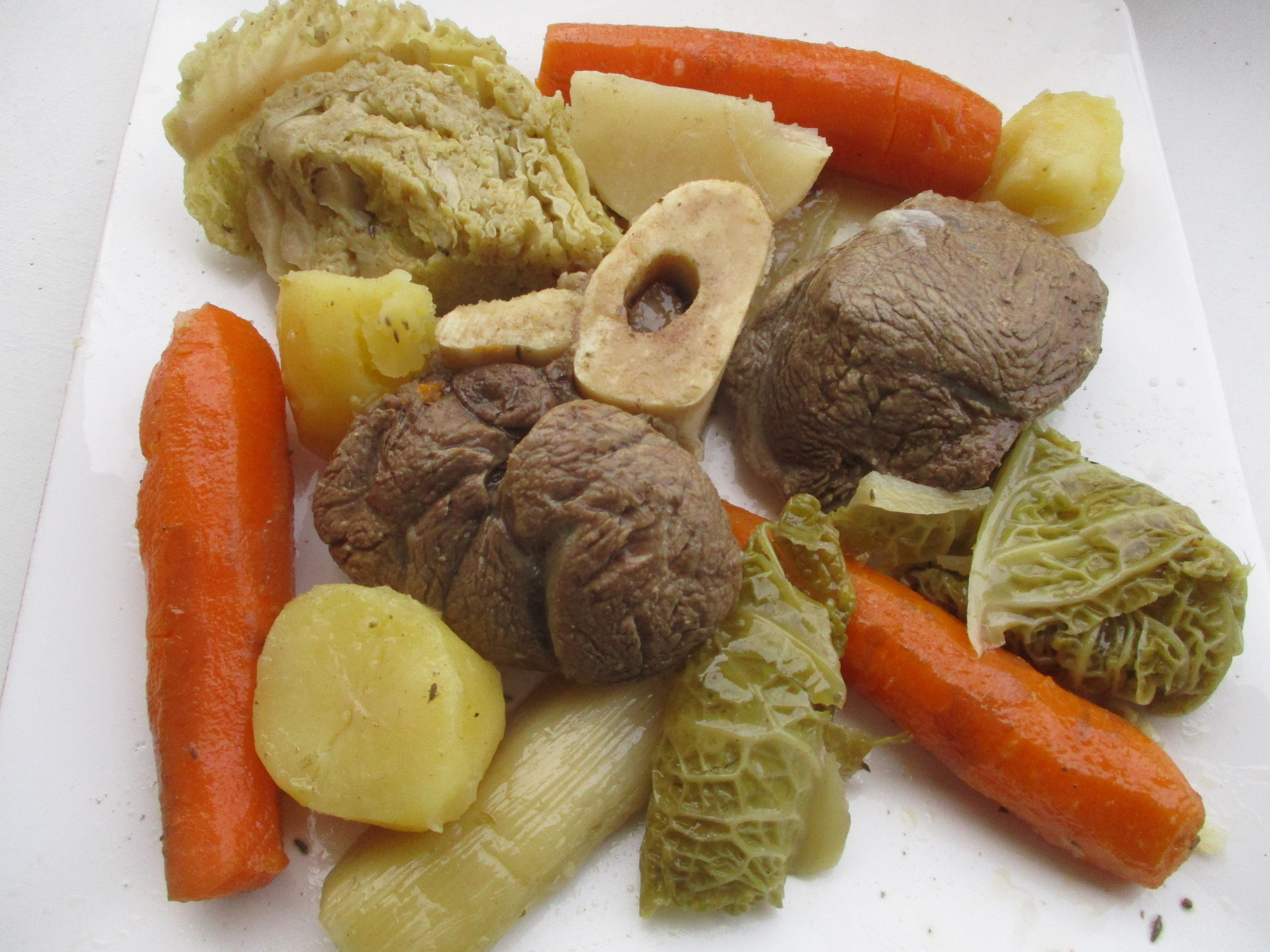
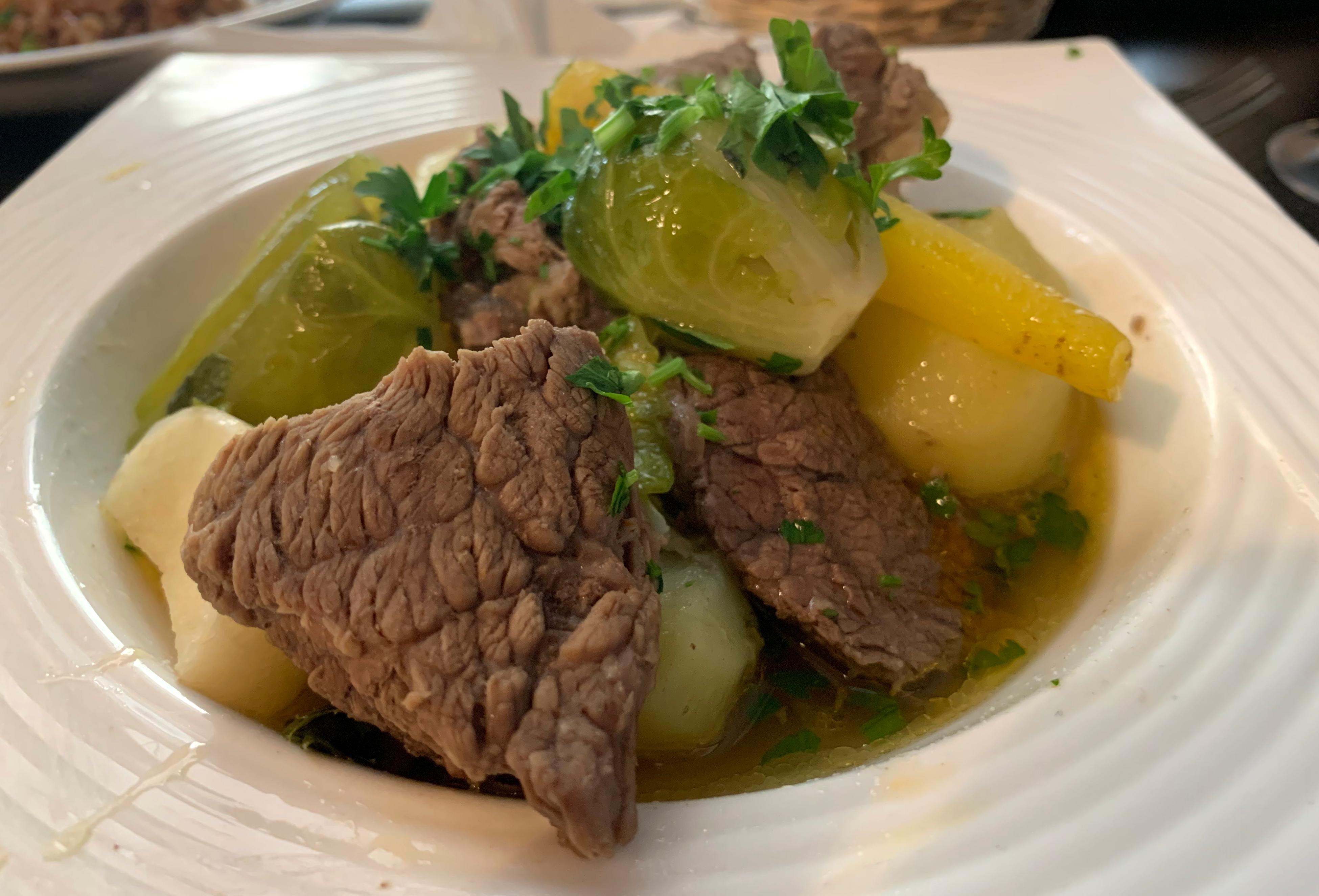

Au XIIIe siècle, il est appelé « viande au pot ». Autrefois, la cuisson du pot-au-feu pouvait s’effectuer de façon continue, de nouveaux ingrédients étant rajoutés au fur et à mesure pour remplacer ceux qui étaient retirés afin d’être consommés. À présent que les maisons n’ont plus un feu de bois allumé en continu, le pot-au-feu est cuisiné spécifiquement en vue d’un repas.

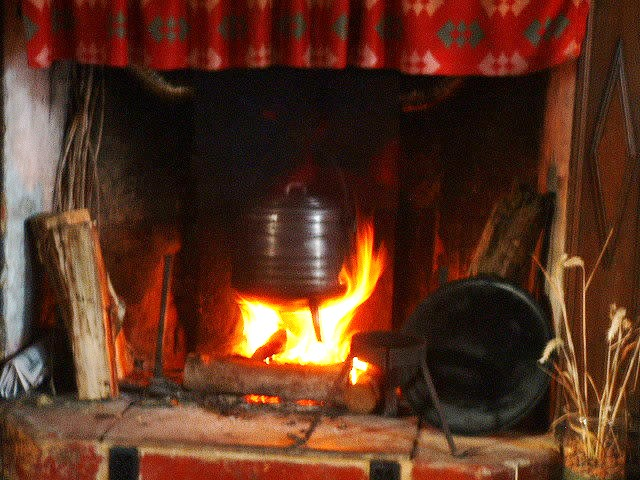
Pot-au-feu cuit à l'ancienne.

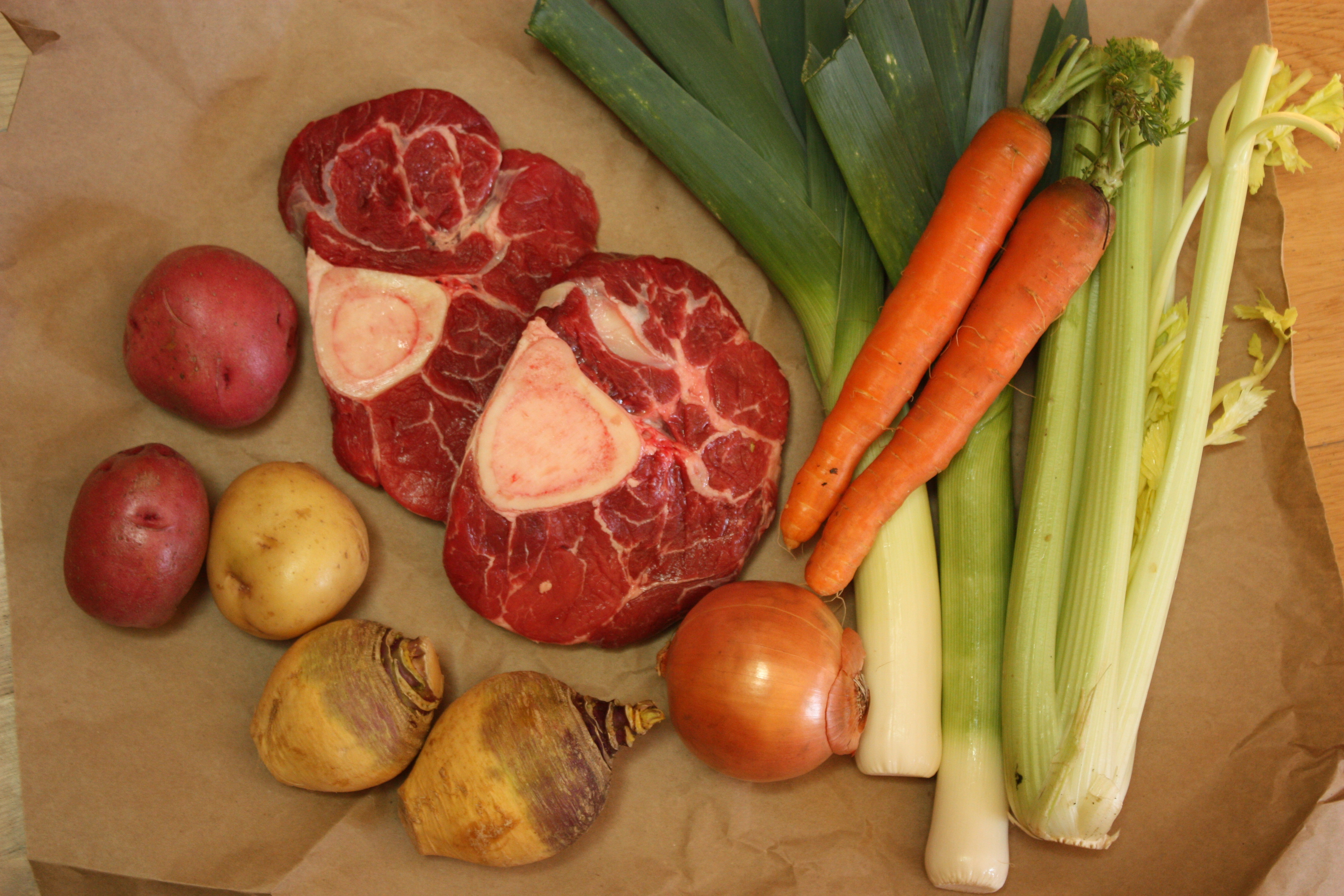
Ingrédients du pot-au-feu.

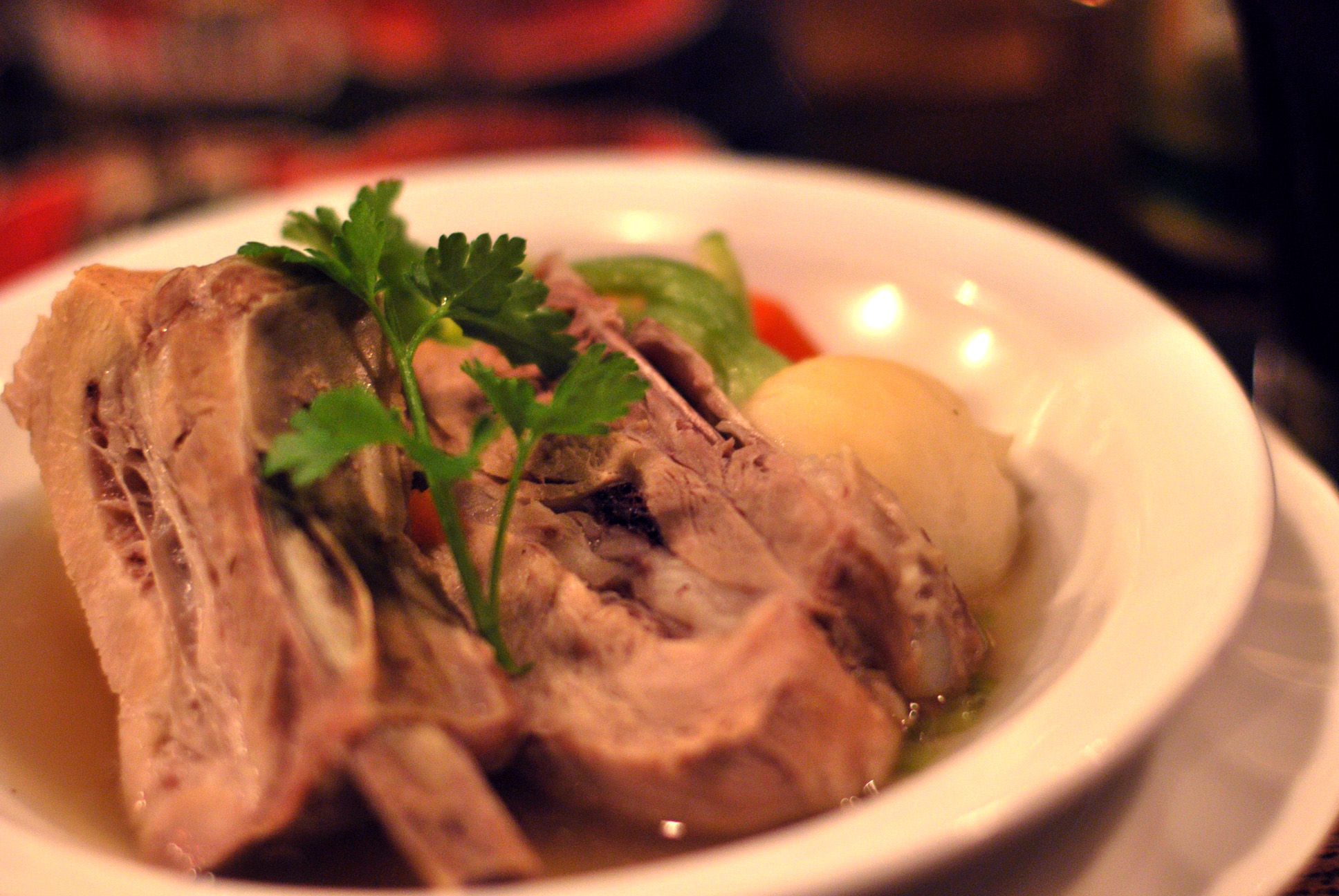
Pot-au-feu au plat de côtes.

Marcel Rouff, dans son roman Vie et Passion de Dodin-Bouffant, gourmet (1924) a décrit un pot-au-feu devenu mythique, qui a inspiré des pots-au-feu démesurés à de nombreux chefs.

## Composition
Les coupes de bœuf et les légumes impliqués varient, mais un pot-au-feu typique contient :
- des coupes de bœuf à faible coût nécessitant une longue cuisson : gîte, gîte à la noix, joue de bœuf, jarret, plat de côtes, paleron, macreuse à pot-au-feu ou jumeau à pot-au-feu ;
- classiquement fait avec du bœuf ou du poulet, parfois veau, porc ou mouton sont utilisés[6] ;
- un ou plusieurs morceaux cartilagineux : queue de bœuf ou os à moelle ;
- des légumes : carotte, navet, poireau, parfois pomme de terre (qui n’a été introduite que tard[7], au cours du XVIIIe siècle au moment de sa promotion en France par Antoine Parmentier), céleri-rave, oignon (selon les régions et les recettes) ;
- des épices : bouquet garni, sel, poivre noir et clous de girofle.

Le pot-au-feu est l'un des rares plats où l'on utilise parfois des aliments brûlés : pour parfumer et colorer le bouillon, les oignons sont coupés en deux et passés au four (gril) jusqu'à ce que la surface soit complètement noire.
Jules Gouffé, cuisinier et pâtissier français du XIXe siècle distingue le petit pot-au-feu ordinaire du grand pot-au-feu des jours d'extra.

## Cuisson

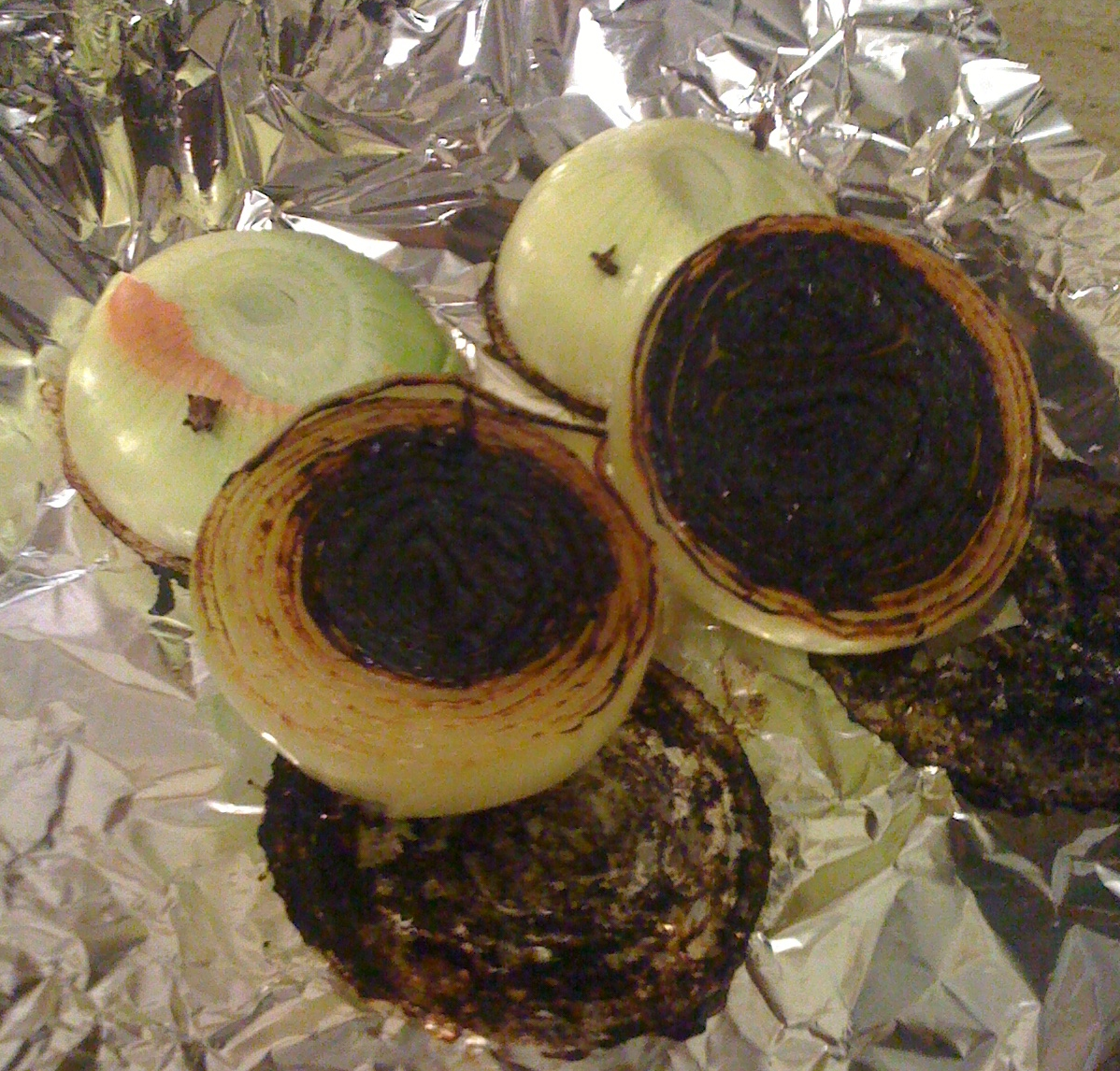
Résultat obtenu après avoir brûlé les oignons. Cela colorera et parfumera le bouillon.

Deux méthodes sont en présence : mettre le bœuf dans l'eau froide ou bien dans l'eau bouillante. La première donne un bouillon succulent, la seconde préserve davantage le gout des viandes. Paul Bocuse, Jules Gouffé optent  pour l'eau froide. Un bon compromis selon Sabine Jeannin et al. est de commencer à l'eau froide avec un premier morceau de bœuf, et d'en ajouter un autre quand l'eau bout.
Le bouillon contient traditionnellement un oignon piqué de clous de girofle, l'ail est déconseillé. La cuisson doit être longue et douce, (« le premier soin est de bien faire son feu »), ébullition continue et régulière pendant 3 à 5 heures selon le contenu, trop cuire le pot-au-feu est néfaste — les légumes ne séjournent dans le bouillon que le temps de les cuire —, on laisse entrouvert le couvercle de la marmite. Le bouillon est écumé en début de cuisson puis dégraissé après avoir retiré la viande cuite. Les amateurs préfèrent le pot-au-feu réchauffé le lendemain.
Dans les autocuiseurs, la cuisson se fait toujours en deux temps, le second est bref et réservé aux légumes.

## Service
Le bouillon de cuisson du pot-au-feu est servi à côté comme potage, souvent agrémenté de pâtes, riz ou pain grillé, au dîner ou en entrée avant de servir la viande et les légumes du pot-au-feu. Il sert également de base aux sauces ou à la cuisson des légumes ou des pâtes. La moelle est mangée sur du pain grillé. Ensuite, le pot-au-feu est généralement servi avec du gros sel et de la moutarde forte de Dijon. Le reste de viande peut être broyé et utilisé pour la préparation d'un pâté de viande, mais cette pratique est rare en France, sauf en Alsace où la viande et le bouillon servent à cuisiner les Fleischschnacka.

## Accord mets/vin

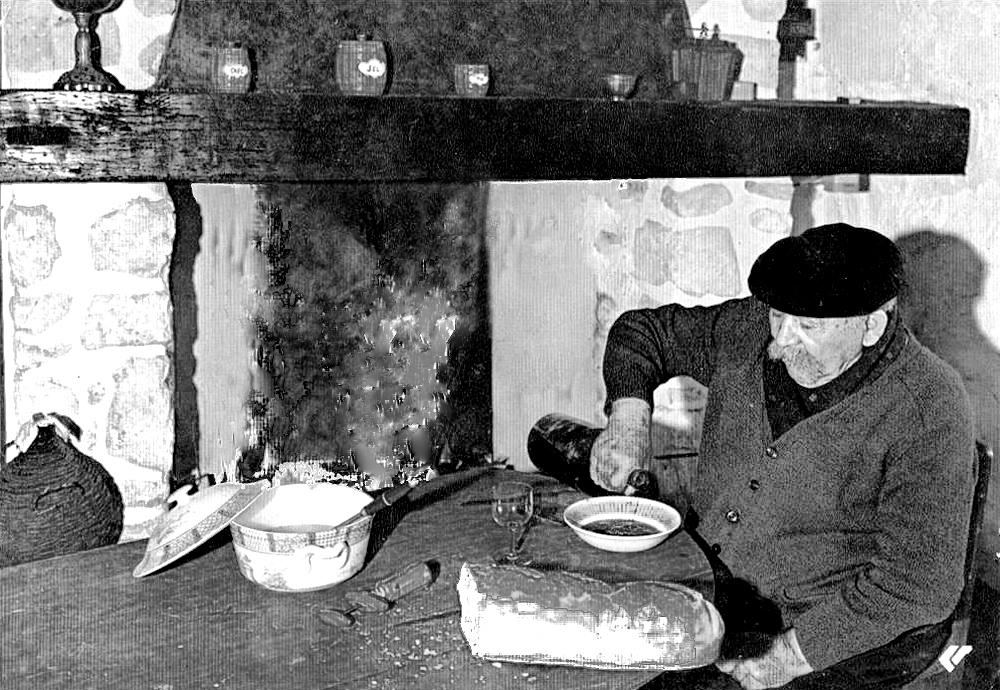
Chabrot sur un pot-au-feu.

Le vin blanc est rarement proposé avec le pot-au-feu. Il s'accorde pourtant avec ce mets s'il est ample et vif, dans ce cas, c'est un vin qui désaltère et met en appétit.
Le vin rosé à conseiller doit être sec, corsé, avec une robe rose-rouge qui témoigne de sa charge en matières sèches. Ce type de vin s'accorde avec les légumes et étanche la soif.
Le vin rouge offre une large gamme qui va des bourgognes aux bordeaux, en passant par les beaujolais, les côtes-du-rhône-villages, les coteaux-du-languedoc,.

## Distributions de pot-au-feu
À plusieurs époques, comme après la crise de 1929, la distribution de pot-au-feu était conçue comme une action caritative. À Paris, on peut par exemple citer l'Œuvre du Pot-au-feu des vieux, dirigée par Eugénie Duchoiselle (13 rue Bachelet) : au 31 octobre 1936, avec Joséphine Baker comme marraine, elle estimait avoir servi 200 000 portions de pot-au-feu.

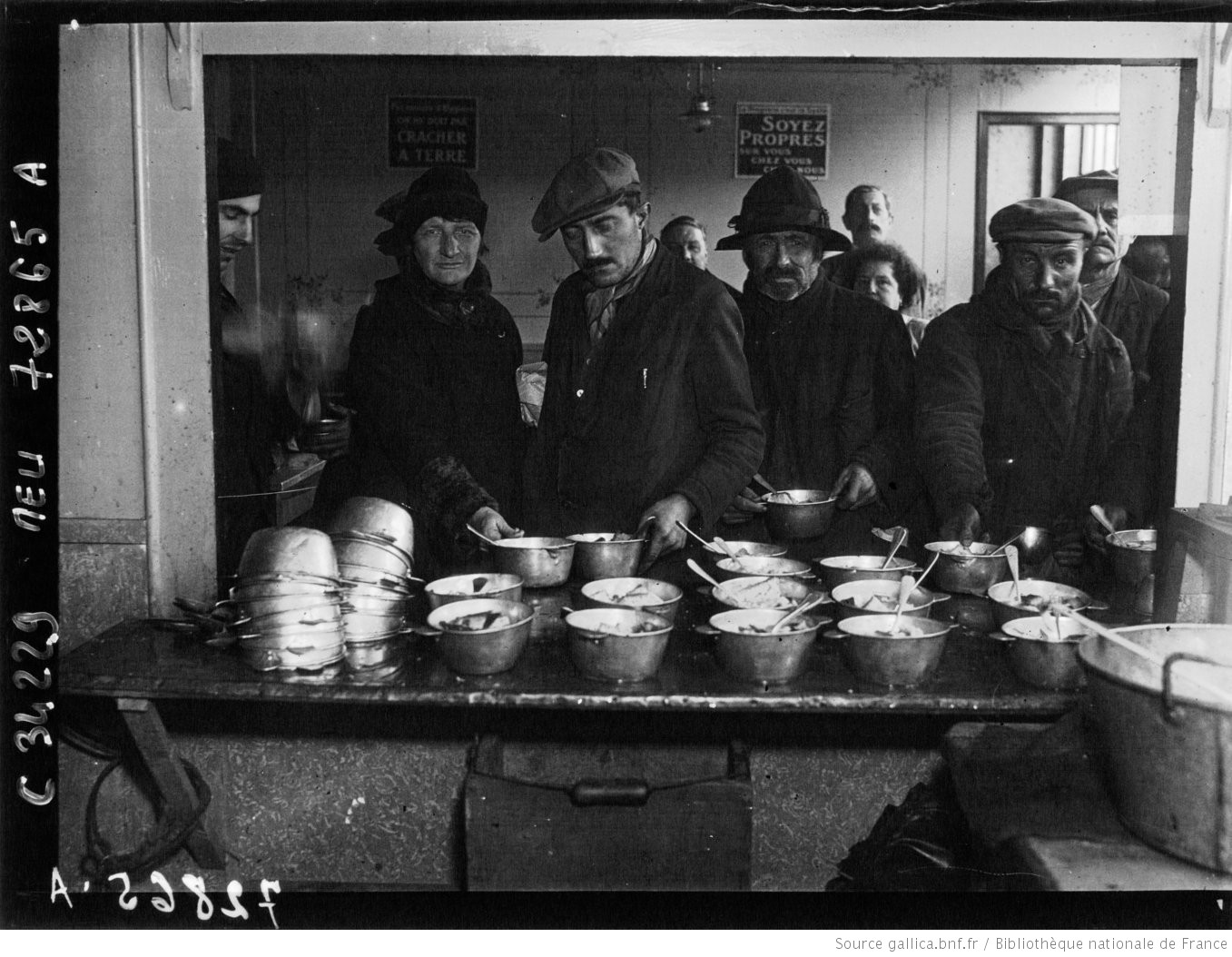
L'Œuvre du pot-au-feu des vieux en 1929
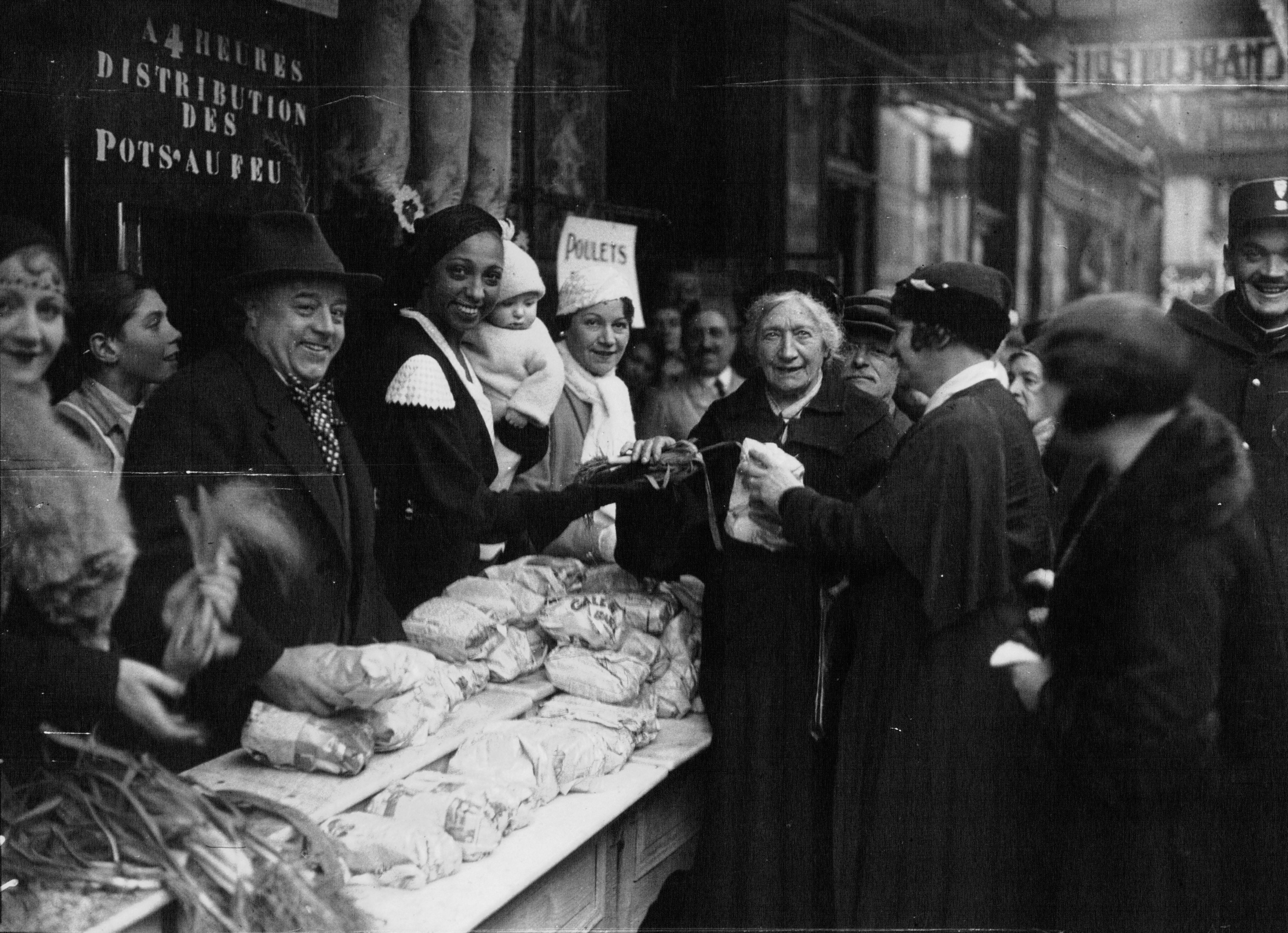
Joséphine Baker lors d'une distribution de pot-au-feu en 1932.

L'association des Resto du Cœur organisent également des évènements "pot-au-feu géant" où les bénéfices des ventes de pot-au-feu sont directement reversés à l'association. A titre d'exemple, l'édition 2024 du pot-au-feu géant de Tours a permis de récolter 30 200 euros pour environ 6 000 parts vendues. 

## Interprétations culturelles
C'est un mets souvent considéré comme rustique :

« Quand elle s’asseyait, pour dîner, devant la table ronde couverte d’une nappe de trois jours, en face de son mari qui découvrait la soupière en déclarant d’un air enchanté : “Ah ! le bon pot-au-feu ! je ne sais rien de meilleur que cela”, elle songeait aux dîners fins, aux argenteries reluisantes, aux tapisseries peuplant les murailles de personnages anciens et d’oiseaux étranges au milieu d’une forêt de féerie ; elle songeait aux plats exquis servis en des vaisselles merveilleuses, aux galanteries chuchotées et écoutées avec un sourire de sphinx, tout en mangeant la chair rose d’une truite ou des ailes de gélinotte. »

— Maupassant, La Parure, 1884.
À l’inverse, comme il contient de la viande, c’est pour d’autres un plat qui revient cher :

« — Monsieur, dit-elle, au second voyage de son maître qui avait fermé le fruitier, est-ce que vous ne mettrez pas une ou deux fois le pot-au-feu par semaine, à cause de votre…
— Oui.
— Faudra que j’aille à la boucherie.
— Pas du tout ; tu nous feras du bouillon de volaille, les fermiers ne t’en laisseront pas chômer. Mais je vais dire à Cornoiller de me tuer des corbeaux. Ce gibier-là donne le meilleur bouillon de la terre. »

— Balzac, Eugénie Grandet, 1833.

## Versions nationales ou régionales
Si la recette française du pot-au-feu est clairement définie, le mode de cuisson qui lui confère une partie de sa notoriété est, en revanche, partagé par d'autres pays. Ce type de plats à cuisson longue existe en de nombreuses variantes, tant régionales que nationales, à base d'ingrédients locaux.
- Pays de Léon : kig ha farz
- Maroc : tajine
- Cuisine tarnaise : pot-au-feu albigeois
- Madrid : cocido madrilène
- Catalogne : escudella i carn d'olla
- Italie : bollito misto
- Portugal et Castille : cozido
- Ukraine et Russie : bortsch
- Québec : bouilli
- Japon : oden
- Portugal : cozido
- Viet Nam : phở
- Philippines : bulalo (en)
- Argentine : puchero
- Pérou : sancochado